# Liste des saints du XVIIIe siècle

Cette liste de saints concerne les saints et les bienheureux, reconnus comme tels par l'Église catholique, ayant vécu au XVIIIe siècle.

## Années 1700

### Année 1702
| No. | Image      | Nom                | Dates     | Informations                |
| --- | ---------- | ------------------ | --------- | --------------------------- |
| 1.  | sans cadre | Saint Joseph Oriol | 1650-1702 | Prêtre franciscain espagnol |

### Année 1707
| No. | Image | Nom                             | Dates     | Informations                        |
| --- | ----- | ------------------------------- | --------- | ----------------------------------- |
| 1.  |       | Bienheureux Gomidas Keumurdjian | 1656-1707 | Prêtre arménien catholique, martyr. |

### Année 1708
| No. | Image      | Nom                                 | Dates     | Informations             |
| --- | ---------- | ----------------------------------- | --------- | ------------------------ |
| 1.  | sans cadre | Saint François de Montmorency-Laval | 1623-1708 | Premier évêque du Québec |

## Années 1710

### Année 1710
| No. | Image      | Nom                          | Dates     | Informations                |
| --- | ---------- | ---------------------------- | --------- | --------------------------- |
| 1.  | sans cadre | Bienheureux Sébastien Valfrè | 1629-1710 | Prêtre oratorien piémontais |

### Année 1711
| No. | Image      | Nom                                | Dates     | Informations                                          |
| --- | ---------- | ---------------------------------- | --------- | ----------------------------------------------------- |
| 1.  | sans cadre | Bienheureux Bonaventure de Potenza | 1651-1711 | Religieux franciscain italien                         |
| 2.  | sans cadre | Saint Joseph Vaz                   | 1651-1711 | Prêtre oratorien portugais, missionnaire au Sri Lanka |

### Année 1713
| No. | Image      | Nom                             | Dates     | Informations               |
| --- | ---------- | ------------------------------- | --------- | -------------------------- |
| 1.  | sans cadre | Saint Giuseppe Maria Tomasi     | 1649-1713 | Cardinal italien           |
| 2.  | sans cadre | Bienheureux François de Posadas | 1644-1713 | Prêtre dominicain espagnol |

### Année 1716
| No. | Image      | Nom                                                            | Dates     | Informations                                                      |
| --- | ---------- | -------------------------------------------------------------- | --------- | ----------------------------------------------------------------- |
| 1.  | sans cadre | Saint François de Geronimo                                     | 1642-1716 | Prêtre jésuite italien                                            |
| 2.  | sans cadre | Saint Louis-Marie Grignion de Montfort                         | 1673-1716 | Fondateur des Filles de la sagesse et des Frères de Saint-Gabriel |
| 3.  |            | Bienheureux Libérat Weiss, Samuel Marzorati, Michel-Pie Fasoli | ✝ 1716    | Religieux franciscains martyrs en Ethiopie                        |

### Année 1717
| No. | Image      | Nom                            | Dates     | Informations                   |
| --- | ---------- | ------------------------------ | --------- | ------------------------------ |
| 1.  | sans cadre | Bienheureux Antoine Baldinucci | 1665-1717 | Prêtre jésuite italien         |
| 2.  | sans cadre | Bienheureuse Marie des Anges   | 1661-1717 | Religieuse carmélite italienne |

### Année 1719
| No. | Image      | Nom                             | Dates     | Informations                                |
| --- | ---------- | ------------------------------- | --------- | ------------------------------------------- |
| 1.  | sans cadre | Saint Jean-Baptiste de La Salle | 1651-1719 | Fondateur des Frères des écoles chrétiennes |

## Années 1720

### Année 1721
| No. | Image      | Nom                             | Dates     | Informations                  |
| --- | ---------- | ------------------------------- | --------- | ----------------------------- |
| 1.  | sans cadre | Saint Pacifique de San Severino | 1653-1721 | Religieux franciscain italien |

### Année 1727
| No. | Image      | Nom                       | Dates     | Informations                |
| --- | ---------- | ------------------------- | --------- | --------------------------- |
| 1.  | sans cadre | Sainte Véronique Giuliani | 1660-1727 | Mystique capucine italienne |

### Année 1728
| No. | Image      | Nom                  | Dates     | Informations                                                     |
| --- | ---------- | -------------------- | --------- | ---------------------------------------------------------------- |
| 1.  | sans cadre | Sainte Rosa Venerini | 1656-1728 | Religieuse italienne, fondatrice des Pieuses Maîtresses Venerini |

### Année 1729
| No. | Image      | Nom                  | Dates     | Informations                  |
| --- | ---------- | -------------------- | --------- | ----------------------------- |
| 1.  | sans cadre | Saint Thomas de Cori | 1655-1729 | Religieux franciscain italien |

## Années 1730

### Année 1732
| No. | Image      | Nom                    | Dates     | Informations                                                     |
| --- | ---------- | ---------------------- | --------- | ---------------------------------------------------------------- |
| 1.  | sans cadre | Sainte Lucie Filippini | 1672-1732 | Religieuse italienne fondatrice des Pieuses Maîtresses Filippini |

### Année 1734
| No. | Image      | Nom                           | Dates     | Informations               |
| --- | ---------- | ----------------------------- | --------- | -------------------------- |
| 1.  | sans cadre | Saint Jean-Joseph de la Croix | 1654-1734 | Prêtre franciscain italien |

### Année 1736
| No. | Image      | Nom                    | Dates | Informations                                                                 |
| --- | ---------- | ---------------------- | ----- | ---------------------------------------------------------------------------- |
| 1.  | sans cadre | Sainte Jeanne Delanoue |       | Religieuse française fondatrice des Servantes des pauvres de Jeanne Delanoue |

### Année 1737
| No. | Image      | Nom                                     | Dates     | Informations                              |
| --- | ---------- | --------------------------------------- | --------- | ----------------------------------------- |
| 1.  |            | Bienheureux Emmanuel d'Abreu            |           |                                           |
| 2.  |            | Bienheureux John Gaspard Cratz          |           |                                           |
| 3.  |            | Bienheureux Bartholomew Alvarez         |           |                                           |
| 4.  |            | Bienheureux Vincent da Cunha            |           |                                           |
| 5.  | sans cadre | Bienheureuse Marie Madeleine Martinengo | 1687-1737 | Religieuse capucine stigmatisée italienne |

### Année 1739
| No. | Image      | Nom               | Dates     | Informations           |
| --- | ---------- | ----------------- | --------- | ---------------------- |
| 1.  | sans cadre | Saint Ange d'Acri | 1669-1739 | Prêtre capucin italien |

## Années 1740

### Année 1740
| No. | Image      | Nom                      | Dates     | Informations                                                      |
| --- | ---------- | ------------------------ | --------- | ----------------------------------------------------------------- |
| 1.  | sans cadre | Saint Théophile de Corte | 1676-1740 | Religieux franciscain italien                                     |
| 2.  | sans cadre | Bienheureux Pierre Vigne | 1670-1740 | Prêtre français fondateur des sœurs du Saint Sacrement de Valence |

### Année 1741
| No. | Image      | Nom                           | Dates     | Informations                   |
| --- | ---------- | ----------------------------- | --------- | ------------------------------ |
| 1.  | sans cadre | Bienheureux Raphaël Chyliński | 1694-1741 | Religieux franciscain polonais |

### Année 1742
| No. | Image      | Nom                           | Dates     | Informations                  |
| --- | ---------- | ----------------------------- | --------- | ----------------------------- |
| 1.  | sans cadre | Saint François Antoine Fasani | 1681-1742 | Religieux franciscain italien |

### Année 1744
| No. | Image      | Nom                                | Dates     | Informations                      |
| --- | ---------- | ---------------------------------- | --------- | --------------------------------- |
| 1.  | sans cadre | Saint Maria Crescentia Hoess       | 1682-1744 | Religieuse franciscaine allemande |
| 2.  | sans cadre | Bienheureux Janvier-Marie Sarnelli | 1702-1744 | Prêtre rédemptoriste italien      |

### Année 1745
| No. | Image | Nom                             | Dates | Informations      |
| --- | ----- | ------------------------------- | ----- | ----------------- |
| 1.  |       | Saint François Gil de Frederich |       | Martyr au Vietnam |
| 2.  |       | Saint Mathieu Alonso Leziniana  |       | Martyr au Vietnam |

### Année 1747
| No. | Image      | Nom               | Dates     | Informations                     |
| --- | ---------- | ----------------- | --------- | -------------------------------- |
| 1.  | sans cadre | Saint Pierre Sanz | 1680-1747 | Missionnaire dominicain espagnol |

### Année 1748
| No. | Image | Nom                          | Dates     | Informations                                      |
| --- | ----- | ---------------------------- | --------- | ------------------------------------------------- |
| 1.  |       | Saint François Diaz          | 1712-1748 | Dominicain espagnol, missionnaire martyr en Chine |
| 2.  |       | Saint Joachim Royo           |           | Dominicain espagnol, missionnaire martyr en Chine |
| 3.  |       | Bienheureux François Serrano |           | Évêque de Tipasa, missionnaire martyr en Chine    |
| 4.  |       | Bienheureux Jean Alcober     |           | Dominicain espagnol, missionnaire martyr en Chine |

## Années 1750

### Année 1750
| No. | Image      | Nom                      | Dates     | Informations              |
| --- | ---------- | ------------------------ | --------- | ------------------------- |
| 1.  | sans cadre | Saint Crispin de Viterbe | 1668-1750 | Religieux capucin italien |

### Année 1751
| No. | Image      | Nom                           | Dates | Informations               |
| --- | ---------- | ----------------------------- | ----- | -------------------------- |
| 1.  | sans cadre | Saint Léonard de Port-Maurice |       | Prêtre franciscain italien |

### Année 1752
| No. | Image      | Nom                      | Dates     | Informations        |
| --- | ---------- | ------------------------ | --------- | ------------------- |
| 1.  | sans cadre | Saint Devasahayam Pillai | 1712-1752 | Laïc indien, martyr |

### Année 1755
| No. | Image      | Nom                  | Dates     | Informations                    |
| --- | ---------- | -------------------- | --------- | ------------------------------- |
| 1.  | sans cadre | Saint Gérard Majella | 1726-1755 | Religieux rédemptoriste italien |

## Années 1760

### Année 1764
| No. | Image      | Nom                          | Dates     | Informations   |
| --- | ---------- | ---------------------------- | --------- | -------------- |
| 1.  | sans cadre | Saint Jean-Baptiste de Rossi | 1698-1764 | Prêtre italien |

### Année 1766
| No. | Image      | Nom                          | Dates     | Informations            |
| --- | ---------- | ---------------------------- | --------- | ----------------------- |
| 1.  | sans cadre | Saint Pompile Marie Pirrotti | 1710-1766 | Prêtre piariste italien |

## Années 1770

### Année 1770
| No. | Image      | Nom                    | Dates     | Informations                   |
| --- | ---------- | ---------------------- | --------- | ------------------------------ |
| 1.  | sans cadre | Sainte Anna Maria Redi | 1747-1770 | Religieuse carmélite italienne |

### Année 1771
| No. | Image      | Nom                          | Dates     | Informations                                                          |
| --- | ---------- | ---------------------------- | --------- | --------------------------------------------------------------------- |
| 1.  | sans cadre | Sainte Marguerite d'Youville | 1701-1771 | Religieuse québécoise, fondatrice des Sœurs de la Charité de Montréal |

### Année 1773
| No. | Image      | Nom                         | Dates  | Informations                         |
| --- | ---------- | --------------------------- | ------ | ------------------------------------ |
| 1.  |            | Saint Hyacinthe Castañeda   | ✝ 1773 | Prêtre dominicain martyr au Vietnam  |
| 2.  | sans cadre | Saint Vincent Lê Quang Liêm | ✝ 1773 | Prêtre dominicain vietnamien, martyr |

### Année 1775
| No. | Image      | Nom                    | Dates     | Informations                                                               |
| --- | ---------- | ---------------------- | --------- | -------------------------------------------------------------------------- |
| 1.  | sans cadre | Saint Paul de la Croix | 1694-1775 | Prêtre italien, fondateur de la Congrégation de la Passion de Jésus-Christ |

## Années 1780

### Année 1781
| No. | Image      | Nom                    | Dates     | Informations              |
| --- | ---------- | ---------------------- | --------- | ------------------------- |
| 1.  | sans cadre | Saint Ignace de Laconi | 1701-1781 | Religieux capucin italien |

### Année 1783
| No. | Image      | Nom                | Dates     | Informations                          |
| --- | ---------- | ------------------ | --------- | ------------------------------------- |
| 1.  | sans cadre | Saint Benoît Labre | 1748-1783 | Pèlerin mendiant et mystique français |

### Année 1784
| No. | Image      | Nom                  | Dates     | Informations                |
| --- | ---------- | -------------------- | --------- | --------------------------- |
| 1.  | sans cadre | Saint Junípero Serra | 1713-1784 | Prêtre franciscain espagnol |

### Année 1787
| No. | Image      | Nom                       | Dates     | Informations                                                                                       |
| --- | ---------- | ------------------------- | --------- | -------------------------------------------------------------------------------------------------- |
| 1.  |            | Saint Alphonse de Liguori | 1696-1787 | Évêque italien, fondateur de la Congrégation du Très Saint Rédempteur, reconnu docteur de l'Église |
| 2.  | sans cadre | Saint Félix de Nicosie    | 1715-1787 | Religieux capucin italien                                                                          |

## Années 1790

### Année 1791
| No. | Image      | Nom                                    | Dates     | Informations                      |
| --- | ---------- | -------------------------------------- | --------- | --------------------------------- |
| 1.  | sans cadre | Sainte Marie-Françoise des Cinq-Plaies | 1715-1791 | Religieuse franciscaine italienne |

### Année 1792
| No. | Image      | Nom                                      | Dates | Informations                                           |
| --- | ---------- | ---------------------------------------- | ----- | ------------------------------------------------------ |
| 1.  | sans cadre | Bienheureux Jean Marie du Lau d'Allemans |       | Archevêque français, martyr de la Révolution française |

### Année 1793
| No. | Image | Nom                              | Dates | Informations                            |
| --- | ----- | -------------------------------- | ----- | --------------------------------------- |
| 1.  |       | Bienheureux Jean-Michel Langevin |       | Prêtre français martyr de la Révolution |

### Année 1794
| No. | Image      | Nom                                          | Dates | Informations                                                                              |
| --- | ---------- | -------------------------------------------- | ----- | ----------------------------------------------------------------------------------------- |
| 1.  | sans cadre | Bienheureux Noël Pinot                       |       | Prêtre français, martyr de la Révolution                                                  |
| 2.  |            | Bienheureux Martyrs d'Angers                 |       | Prêtres français, martyrs de la Révolution                                                |
| 3.  | sans cadre | Bienheureux martyrs des Pontons de Rochefort |       | Prêtres français, martyrs de la Révolution française. Dont Florent Dumontet de Cardaillac |
| 4.  | sans cadre | Saintes Carmélites de Compiègne              |       | Religieuses carmélites martyres de la Révolution française                                |

### Année 1798
| No. | Image | Nom                             | Dates     | Informations      |
| --- | ----- | ------------------------------- | --------- | ----------------- |
| 1.  |       | Saint Emmanuel Nguyen Van Trieu | 1756-1798 | Martyr au Vietnam |
| 2.  |       | Saint Jean Dat                  | 1764-1798 | Martyr au Vietnam |